# HMS Dragon (2008)
HMS Dragon (D35) – brytyjski niszczyciel rakietowy typu 45, który wszedł do służby 20 kwietnia 2012 roku. Jest to trzynasty okręt w historii Royal Navy, noszący imię „Dragon”. Okręt na burcie ma rysunek przedstawiający walijskiego smoka, bardzo podobnego do flagi Walii. 

## Historia
Zamówienie na czwarty niszczyciel typu 45 zostało złożone w grudniu 2000 roku. Rozpoczęcie budowy w stoczni BAE Systems Maritime miało miejsce 19 grudnia 2005 roku. Wodowanie nastąpiło 17 listopada 2008 roku, wejście do służby 20 kwietnia 2012 roku. Matką chrzestną była Susie Boissier, żona zastępcy dowódcy Floty i szefa sztabu wiceadmirała Paula Boissiera.
W sierpniu 2013 roku „Dragon” towarzyszył grupie okrętów towarzyszących lotniskowcowi USS „Nimitz”, w rejonie Morza Arabskiego. W październiku 2016 roku okręt skierowano na Atlantyk, w celu monitorowania rosyjskich okrętów w rejonie Wysp Brytyjskich.

## W kulturze
- Okręt odgrywa krótką, lecz ważną rolę w filmie o Jamesie Bondzie pt. Nie czas umierać.[2]